# Mellé
Mellé (bret. Melleg) – miejscowość i gmina we Francji, w regionie Bretania, w departamencie Ille-et-Vilaine.
Według danych na rok 1990 gminę zamieszkiwało 706 osób, a gęstość zaludnienia wynosiła 46 osób/km² (wśród 1269 gmin Bretanii Mellé plasuje się na 718. miejscu pod względem liczby ludności, natomiast pod względem powierzchni na miejscu 651.).